# Juan Carlos Corazzo
Juan Carlos Corazzo (Montevideo, 14 dicembre 1907 – 12 gennaio 1986) è stato un calciatore e allenatore di calcio uruguaiano, di ruolo centrocampista, a più riprese commissario tecnico della Nazionale uruguaiana.
È il secondo allenatore più vincente della storia della Copa América con 2 vittorie (a pari merito  con il connazionale Ernesto Fígoli e l'argentino Alfio Basile), dietro a Guillermo Stábile con 6.
Il marito di sua figlia, Pablo Forlán, è stato anch'egli calciatore e poi allenatore. Suo nipote Diego Forlán è stato un prolifico attaccante che ha militato, fra le varie squadre in carriera, per Villareal, Manchester United, Internazionale di Milano e Atletico Madrid, nonché campione del Sud America nel 2011 con la maglia dell'Uruguay.

## Caratteristiche tecniche
Giocava come centrocampista. Venne impiegato prevalentemente come volante centrale, ed era dotato di intelligenza tattica, abilità tecnica e senso della posizione.

## Carriera

### Giocatore

#### Club
Corazzo iniziò a giocare a calcio in patria quando, nel 1925, debuttò nella prima squadra del Sud América di Montevideo, società formatasi undici anni prima. A quell'epoca il calcio in Uruguay era dilettantistico, e Corazzo militò dapprima nella Tercera División, e in seguito, nel 1926, con la promozione del Sud América, arrivò a disputare la seconda serie. Nel 1929 il club approdò alla Primera División de Uruguay, giungendo al 10º posto su 14 squadre. Nel 1930 non si giocò alcun campionato, a causa del concomitante campionato del mondo 1930, e nel 1931 Corazzo fu ceduto al Racing di Avellaneda, che si apprestava a partecipare al primo torneo professionistico d'Argentina. Dopo un fugace passaggio al club bianco-azzurro, l'uruguaiano passò ai rivali cittadini dell'Independiente. Con i diablos rojos Corazo rimase per sette stagioni, giocando con regolarità e raggiungendo quota 191 presenze.

### Nazionale
Corazo giocò per due volte con la maglia della Nazionale uruguaiana, entrambe nel 1928.

### Allenatore
Fu chiamato ad allenare la selezione nazionale nel 1955, in sostituzione di Juan López Fontana, per guidare la squadra durante il Campeonato Sudamericano de Football 1955. Durante tale manifestazione, adottò il modulo 2-3-5, detto "Piramide", che a quel tempo in Sud America era ampiamente diffuso. L'Uruguay terminò al quarto posto. In seguito al termine del torneo, venne rimpiazzato da Hugo Bagnulo. Tornò a guidare la Nazionale nel 1959 al posto di Héctor Castro, in occasione del Sudamericano di Ecuador 1959. Schierò nuovamente la selezione seguendo la Piramide, inanellando una serie di larghe vittorie (4-0 sull'Ecuador, 3-0 sul Brasile e 5-0 sull'Argentina) e pareggiando la gara finale con il Paraguay per 1-1; chiuso il girone al primo posto, si aggiudicò il trofeo. Rimase alla guida dell'Uruguay fino al 1961; dopo l'interregno di Enrique Fernández tornò in panchina in vista del campionato del mondo 1962.In questa competizione, Corazzo abbandonò il 2-3-5 per il 4-4-2, e assegnò la fascia di capitano a Troche. L'Uruguay chiuse il gruppo al terzo posto, davanti alla Colombia, e gli fu pertanto precluso l'accesso alla fase successiva; Corazzo fu confermato, e mantenne l'incarico fino al 1964. Tornò nel 1967, quando fu il CT della selezione durante il Sudamericano, giocatosi a Montevideo. Utilizzò nuovamente il 2-3-5, e raccolse 4 vittorie e 1 pareggio, ottenendo così i 9 punti che permisero alla Nazionale di vincere il torneo, con una lunghezza di vantaggio sull'Argentina.

## Statistiche

### Cronologia presenze e reti in Nazionale
| Cronologia completa delle presenze e delle reti in nazionale ― Uruguay | Cronologia completa delle presenze e delle reti in nazionale ― Uruguay | Cronologia completa delle presenze e delle reti in nazionale ― Uruguay | Cronologia completa delle presenze e delle reti in nazionale ― Uruguay | Cronologia completa delle presenze e delle reti in nazionale ― Uruguay | Cronologia completa delle presenze e delle reti in nazionale ― Uruguay | Cronologia completa delle presenze e delle reti in nazionale ― Uruguay | Cronologia completa delle presenze e delle reti in nazionale ― Uruguay |
| Data                                                                   | Città                                                                  | In casa                                                                | Risultato                                                              | Ospiti                                                                 | Competizione                                                           | Reti                                                                   | Note                                                                   |
| ---------------------------------------------------------------------- | ---------------------------------------------------------------------- | ---------------------------------------------------------------------- | ---------------------------------------------------------------------- | ---------------------------------------------------------------------- | ---------------------------------------------------------------------- | ---------------------------------------------------------------------- | ---------------------------------------------------------------------- |
| 15-8-1928                                                              | Asunción                                                               | Paraguay                                                               | 3 – 1                                                                  | Uruguay                                                                | Amichevole                                                             | -                                                                      |                                                                        |
| 19-8-1928                                                              | Asunción                                                               | Paraguay                                                               | 1 – 1                                                                  | Uruguay                                                                | Amichevole                                                             | -                                                                      |                                                                        |
| Totale                                                                 |                                                                        | Presenze                                                               | 2                                                                      |                                                                        | Reti                                                                   | 0                                                                      |                                                                        |

## Palmarès

### Giocatore

#### Club

##### Competizioni nazionali
- Tercera División de Uruguay: 1

Sud América: 1926

### Allenatore

#### Nazionale
- Campeonato Sudamericano de Football: 2

Uruguay: Ecuador 1959, Uruguay 1967